# HD 81040
HD 81040 ist ein 106,21 Lichtjahre von der Erde entfernter Gelber Zwerg mit einer Rektaszension von 09h 23m 47s und einer Deklination von +20° 21' 52". Er besitzt eine scheinbare Helligkeit von 7,72 mag. 

2005 entdeckte A. Sozzetti einen extrasolaren Planeten, der diesen Stern umkreist. Dieser trägt den Namen HD 81040 b.